# SummerSlam (2013)
SummerSlam (2013) foi um evento em pay-per-view de luta profissional produzido pela WWE, que ocorreu em 18 de agosto de 2013, no Staples Center em Los Angeles, Califórnia. Esta foi a vigésima sexta edição na cronologia do SummerSlam e o quinto consecutivo a acontecer no Staples Center.

## Antes do evento
SummerSlam teve lutas de wrestling profissional de diferentes lutadores com rivalidades e histórias pré-determinadas que se desenvolveram no Raw, SmackDown e Main Event — programas de televisão da WWE, tal como nos programas transmitidos pela internet - Superstars e NXT. Os lutadores interpretaram um vilão ou um mocinho seguindo uma série de eventos para gerar tensão, culminando em várias lutas.
No Raw de 15 de julho, o novo gerente geral Brad Maddox deu ao Campeão da WWE John Cena o direito de escolher o desafiante pelo seu título no SummerSlam. Na mesma noite, Cena escolheu Daniel Bryan. Em 12 de julho, Maddox foi o árbiro convidado da luta entre Daniel Bryan e Wade Barrett. Depois de fazer uma rápida contagem, permitindo que Barrett vencesse a luta, Maddox ofereceu seus serviços para árbitro convidado para a luta entre Cena e Bryan no evento, quando Triple H interferiu dizendo que ele seria o árbitro (seguido de um Pedigree em Maddox).
No Raw de 15 de julho, Brock Lesnar atacou CM Punk sob o comando de Paul Heyman. Na semana seguinte, Heyman e Punk concordaram em uma luta entre Lesnar e Punk no SummerSlam.
No SmackDown de 2 de agosto, a Gerente Geral Vickie Guerrero anunciou uma luta Triple Threat entre Christian, Rob Van Dam e Randy Orton para decidir o desafiante pelo Campeonato Mundial dos Pesos-Pesados de Alberto Del Rio. Christian foi o vencedor e enfrentará Del Rio pelo título no SummerSlam.
No Money in the Bank, Damien Sandow venceu a luta Money in the Bank por uma luta pelo Campeonato Mundial dos Pesos-Pesados, traindo seu melhor amigo, Cody Rhodes. Cody atacou Sandow no Raw do dia seguinte após uma derrota para Christian. No episódio do SmackDown de 26 de julho, durante uma luta entre Sandow e Randy Orton, Rhodes roubou sua maleta, causando a derrota de Sandow, que foi procurar a mala. Cody jogou-a no Golfo do México, mas Sandow não conseguiu pegá-la por não saber nadar. No episódio do Raw de 5 de agosto, após Rhodes devolver a maleta para Sandow, foi anunciado que os dois se enfrentariam no SummerSlam.
No episódio do Raw de 8 de julho, Kane foi atacado pela Wyatt Family após uma vitória contra Christian, o retirando da luta Money in the Bank. A Wyatt Family voltou a atacar Kane três semanas depois, após uma derrota para Daniel Bryan. Uma semana depois, Kane anunciou que, no SummerSlam, enfrentará Wyatt em uma luta Ringue de Fogo.
Depois de AJ Lee reter o Campeonato das Divas contra Kaitlyn no Money in the Bank e mais tarde custar a conquista do Campeonato Mundial dos Pesos-Pesados por Dolph Ziggler, o fim da relação entre os dois foi decretado no Raw do dia seguinte, após AJ custar novamente uma luta de Ziggler contra Alberto Del Rio, deixando Big E Langston atacá-lo. No episódio do Raw de 29 de julho, Kaitlyn derrotou AJ Lee em uma luta sem o título em jogo, para poder lutar por ele no SmackDown da mesma semana. Durante a luta, Layla traiu Kaitlyn, permitindo que AJ vencesse. Uma semana depois, no SmackDown, The Miz, anfitrião do SummerSlam, anunciou que Kaitlyn e Ziggler enfrentarão AJ Lee e Big E Langston em uma luta de duplas mistas no evento.
No Raw de 12 de agosto, foi anunciado uma Battle Royal de 20 lutadores para definir o desafiante ao United States Championship de Dean Ambrose, na qual Rob Van Dam se saiu vencedor e irá lutar pelo título no pré-show.
No mesmo dia Natalya desafiou Brie Bella para uma luta no PPV, que aceitou após dar um tapa no rosto de Natalya. Brie também anunciou que sua irmã gêmea, Nikki Bella, e Eva Marie estarão com ela no evento, assim como as Funkadactyls (Naomi e Cameron) estarão no córner de Natalya.

## Evento
| Papel:              | Nome:                        |
| ------------------- | ---------------------------- |
| Comentaristas       | Michael Cole                 |
| Comentaristas       | Jerry "The King" Lawler      |
| Comentaristas       | John "Bradshaw" Layfield     |
| Comentaristas       | Carlos Cabrera (Espanhol)    |
| Comentaristas       | Marcelo Rodríguez (Espanhol) |
| Locutores           | Justin Roberts (Raw)         |
| Locutores           | Lilian Garcia (SmackDown)    |
| Painel de discussão | Josh Mathews                 |
| Painel de discussão | Booker T                     |
| Painel de discussão | Shawn Michaels               |
| Painel de discussão | Vickie Guerrero              |
| Painel de discussão | Renee Young (Mídias sociais) |
| Árbitros            | Marc Harris                  |
| Árbitros            | Chad Patton                  |
| Árbitros            | John Cone                    |
| Árbitros            | Charles Robinson             |
| Árbitros            | Mike Chioda                  |
| Árbitros            | Rod Zapata                   |
| Árbitros            | Triple H                     |
| Repórter            | Tony Dawson                  |
| Anfitrião           | The Miz                      |

### Pré-show
No pré-show do evento (também chamado de "pontapé inicial"), Dean Ambrose defendeu seu United States Championship frente à Rob Van Dam. Ele foi derrotado por desqualificação após Roman Reigns aplicar um Spear em Van Dam. Pelas regras, no entanto, Ambrose continuou campeão, tendo em vista que um título não pode mudar de mãos por contagem ou desqualificação.
Ainda antes do início oficial do evento, o anfitrião The Miz anunciou todos os combates da noite, sendo interrompido por Fandango.

### Lutas preliminares
O primeira combate da noite foi entre Kane e Bray Wyatt em uma luta Ringue de Fogo. Durante a luta, Erick Rowan e Luke Harper tentaram invadir o ringue, mas sem sucesso, até que Rowan tirou um pedaço que cobria o piso externo do ringue e conseguiu cobrir o fogo que o cercava, podendo assim, ajudar Wyatt a vencer a luta.
Na segunda luta, Cody Rhodes enfrentou Damien Sandow em uma luta rápida que ficava variando entre golpes de Rhodes e Sandow. No final, Sandow aplicou um golpe em Rhodes, que foi ás cordas, no retorno, Rhodes reverteu em um Cross Rhodes e conquistou a vitória.
A seguir, Alberto Del Rio defendeu seu World Heavyweight Championship frente a Christian. Christian dominou a maior parte da luta, mas no final, logo após aplicar um Spear e machucar seu ombro, Del Rio reverteu em um Cross Armbreaker vencendo a luta e retendo seu cinturão.
Natalya vs. Brie Bella foi a luta na sequencia, onde Natalya venceu após aplicar o Sharpshooter por duas vezes.

### Lutas principais
A quinta luta foi entre Brock Lesnar e CM Punk, na qual Punk dominou-a na maior parte do tempo, mas Lesnar conseguiu dominar, por vezes, CM Punk com poucos golpes. Punk estava focado, não só em seu combate, mas também em bater em Paul Heyman, que foi o causador de sua derrota. Após aplicar algumas cadeiradas em Brock Lesnar, Punk mirou Heyman, atacando-o com um Anaconda Vise, mas Lesnar se recuperou e conseguiu aplicar um F5, vencendo a luta.
Na sequência, Dolph Ziggler e Kaitlyn enfrentaram Big E Langston e AJ Lee numa luta bem rápida na qual o time face se saiu vencedor após Dolph reverter um Big Ending de Langston em um Zig-Zag, finalizando a luta.
No evento principal da noite, John Cena enfrentou Daniel Bryan com seu WWE Championship em jogo. Na luta mais longa da noite, Bryan comandou-a, muito por conta da lesão no cotovelo de John Cena. Daniel Bryan venceu a luta após um High Knee no rosto de John Cena. Após a luta, Triple H atacou Bryan com um Pedigree, permitindo assim, que Randy Orton descontasse sua maleta do Money in the Bank e se tornasse o novo campeão.

## Resultados
| Nº                                          | Resultados | Estipulações | Tempo |
| ------------------------------------------- | --- | --- | ----- |
| Pré- show                                   | Rob Van Dam derrotou Dean Ambrose (c) por desqualificação                                                        | Luta individual pelo United States Championship                                                                     | 13:38 |
| 1                                           | Bray Wyatt (com Erick Rowan e Luke Harper) derrotou Kane                                                         | Luta com o ringue em chamas                                                                                         | 7:48  |
| 2                                           | Cody Rhodes derrotou Damien Sandow                                                                               | Luta individual | 6:40  |
| 3                                           | Alberto Del Rio (c) derrotou Christian por submissão                                                             | Luta individual pelo World Heavyweight Championship                                                                 | 12:30 |
| 4                                           | Natalya (com The Funkadactyls (Cameron e Naomi)) derrotou Brie Bella (com Nikki Bella e Eva Marie) por submissão | Luta individual | 5:18  |
| 5                                           | Brock Lesnar (com Paul Heyman) derrotou CM Punk                                                                  | Luta sem desqualificações                                                                                           | 25:17 |
| 6                                           | Dolph Ziggler e Kaitlyn derrotaram Big E Langston e AJ Lee                                                       | Luta de duplas mistas                                                                                               | 6:45  |
| 7                                           | Daniel Bryan derrotou John Cena (c)                                                                              | Luta individual pelo WWE Championship com Triple H como árbitro                                                     | 26:55 |
| 8                                           | Randy Orton derrotou Daniel Bryan (c)                                                                            | Luta individual pelo WWE Championship com Triple H como árbitro; Orton descontou seu contrato do Money in the Bank. | 0:08  |
| (c) – Refere-se aos campeões antes da luta. | | |       |